# Pitkäjärvi (sjö i Finland, Egentliga Finland, lat 60,88, long 21,53)
Pitkäjärvi är en sjö i Finland. Den ligger i Nystads stad i landskapet Egentliga Finland, i den sydvästra delen av landet, 200 km väster om huvudstaden Helsingfors. Pitkäjärvi ligger 11,5 meter över havet. Den ligger vid sjöarna Lukujärvi och Kaarnijärvi. I omgivningarna runt Pitkäjärvi växer i huvudsak barrskog. Arean är 85 hektar och strandlinjen är 8,84 kilometer lång. Sjön  ingår i Sirppujokis huvudavrinningsområde. 
I sjön ligger öarna Vähäluoto, Isoluoto och Kuusikari.